# NGC 184
NGC 184 est une galaxie lenticulaire située dans la constellation d'Andromède. NGC 184 a été découverte par l'astronome français Édouard Stephan en 1883.

## Caractéristiques
Sa vitesse par rapport au fond diffus cosmologique est de 4 945 ± 24 km/s, ce qui correspond à une distance de Hubble de 72,9 ± 5,1 Mpc (∼238 millions d'al).
NGC 184 présente une large raie HI.